# KH-9

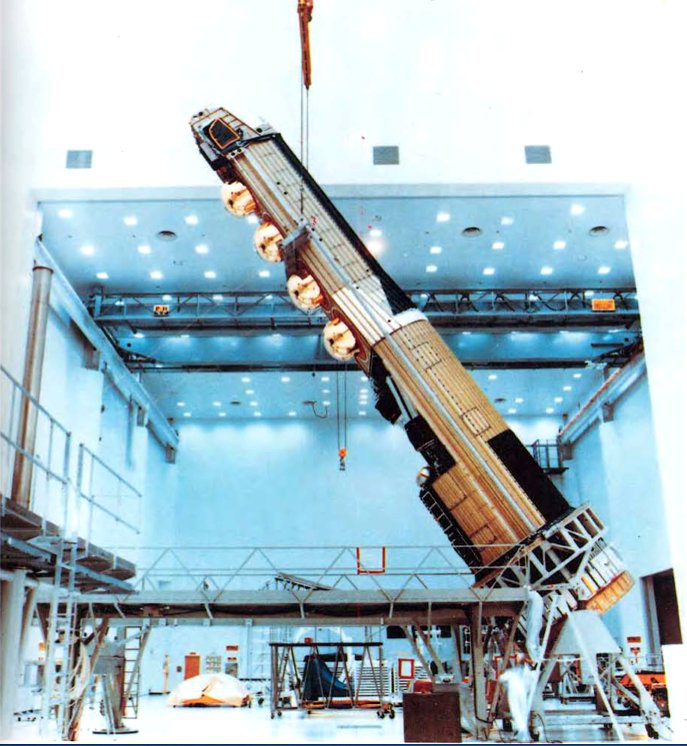
ロッキードで組み立て中のKH-9ヘキサゴン

KH-9、または、KH-9・ヘキサゴン（英：KH-9 HEXAGON ）、とは、アメリカ合衆国の画像偵察衛星のシリーズ名である。この衛星は1971年から1986年にかけて打ち上げられていた。一般的には「ビッグバード」（Big Bird ）という名称で知られていた。アメリカ空軍により20回の打ち上げが実施され、そのうち最後の1回の失敗を除いて成功した。ビッグバードに搭載されていた写真フィルムはフィルムリターン用の地上帰還カプセルに詰めて地上に送り返され、現像処理を施されて、写真に撮られている地上物体が何であるのかを解析される。メインカメラで到達可能な地上解像度の最高限度は、0.6 m以上であった。
この衛星プロジェクトは、公的には広域撮影光学偵察衛星（Broad Coverage Photo Reconnaissance satellites ：Code 467）としても知られていた。この衛星はアメリカ国家偵察局（NRO）を納入先として、ロッキードで製造されていた。
KH-9は2011年9月に機密解除された。実際の衛星本体が1日限りで一般公開された。
2012年1月26日、国立アメリカ空軍博物館はKH-9を先任の偵察衛星であるKH-7ガンビット、KH-8ガンビット3とともに展示品の列に加えた。

## 開発

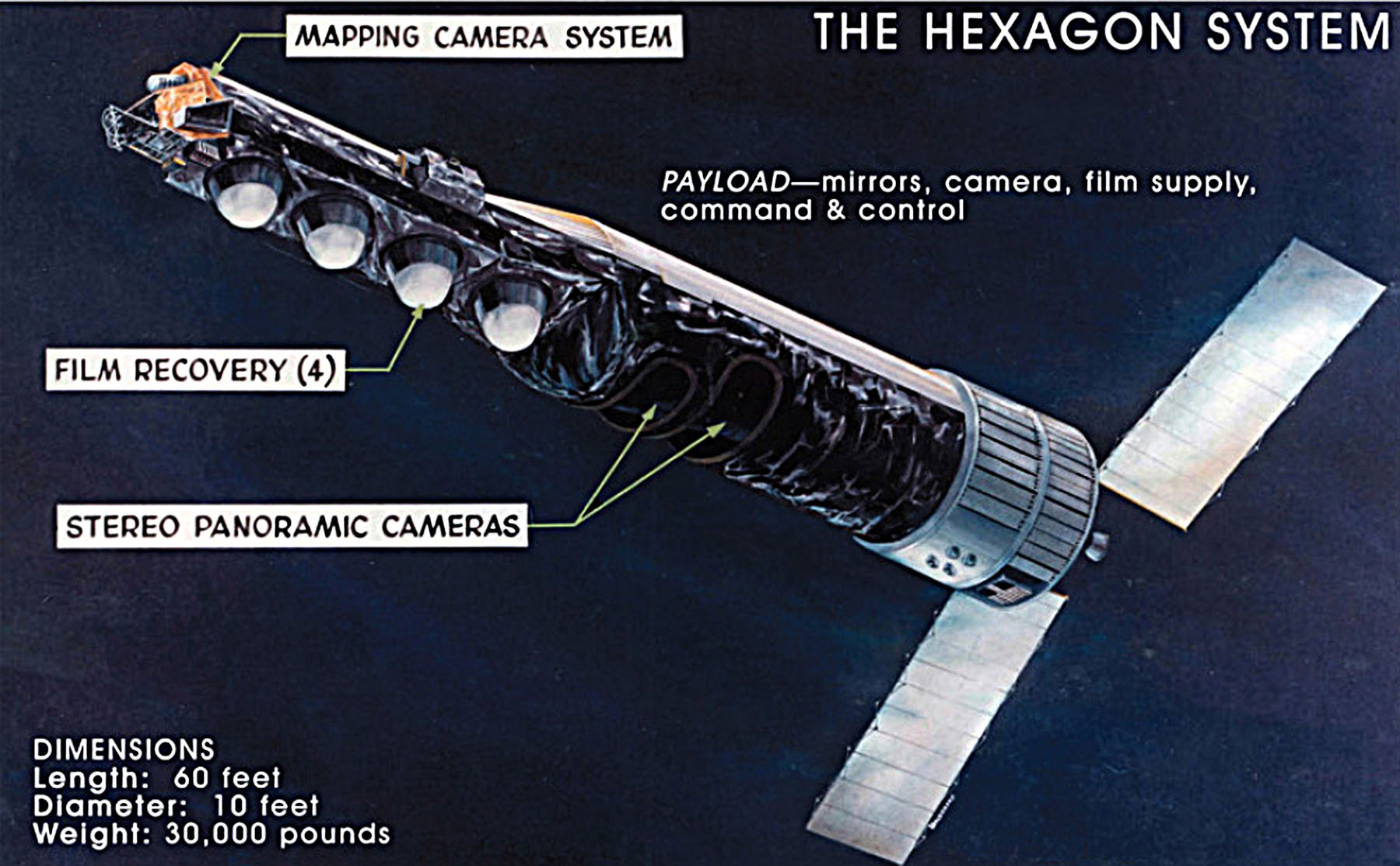
KH-9の外観と諸元

KH-9計画は、1960年代初頭には、既にその原型となるものが考案されていたことが確認できる。これは、コロナ偵察衛星の後継機として試案がなされていた。その目標は、地表の広大な地域を中解像度のカメラでくまなく調査することである。KH-9衛星は2台のメインカメラを搭載して地表を撮影していたが、いくつかのミッションでは、地図作成用のごく荒い解像度でしか取れないマッピングカメラも一緒に搭載していた。カメラが地表を撮影し、感光された写真フィルムは、回収可能な大気圏再突入カプセルに詰められ、地球に帰ってくる。フィルム容器は地上・水上に着地・着水する前に専用の飛行機で空中回収される。大抵のミッションでは、再突入カプセルが4つ搭載されていた。マッピングカメラ搭載時には、そのフィルム回収用に5個目のカプセルが取り付けられていた。
1970年代の中盤から、コネチカット州ダンベリーの1,000人を超す人々が、秘密プロジェクトで働いていた。
1966年9月から1967年7月までの期間にわたって、ヘキサゴンを構成するサブシステムの作成を請け負う協力企業の選定が行われた。それぞれ、LMSCは衛星の基礎組み立て品（Satellite Basic Assembly ：SBA）を、パーキンエルマーが主要センサーサブシステム（Sensor Subsystem ：SS）を、マクドネルが再突入カプセル（Reentry Vehicle ：RV）を、アイテクがステラ・インデックスカメラ（Stellar Index camera ：SI）の各構成部品を担当することになった。衛星1号機（Satellite Vehicle 1 ：SV-1）の統合と地上テストは1971年5月に完了し、引き続いて70フィート・コンテナに梱包されてヴァンデンバーグ空軍基地に輸送された。一号機打ち上げ以降でも改良が続けられ、最終的には、KH-9・ヘキサゴン偵察衛星には4つの世代（「開発ブロック」）が存在した。KH9-7号機 (1207) がブロック2（Block-II）のパノラマカメラとSBAを搭載した衛星の中で最初に打ち上げられた物であった。13号機から18号機までのブロック3（Block-III）では、衛星の電力供給系と蓄電池に改良を施された。軌道調整システム（Orbit Adjust System ：OAS）に2基のタンクがアルレージ・コントロールとして追加され、姿勢制御システム（Reaction Control System ：RCS）に追加された新しいスラスタはKH-9の運用可能なライフタイムの延長に役立つことを期待された。加えるに、フィルム搬送システムのための窒素充填機、カメラの容器に改良が施された。ブロック4（Block-IV）では、メッキ線メモリを使用した拡張コマンドシステムが搭載された。
プログラムの実施期間を超えて、個々の衛星のライフタイムは安定したペースで増加した。最後に打ち上げられたKH-9は、275日間にわたって運用され続けた。衛星には質量の違うバージョンがある。一番重かったのは11,400 kgのものか、若しくは、13,300 kgのものである。

## メインカメラ

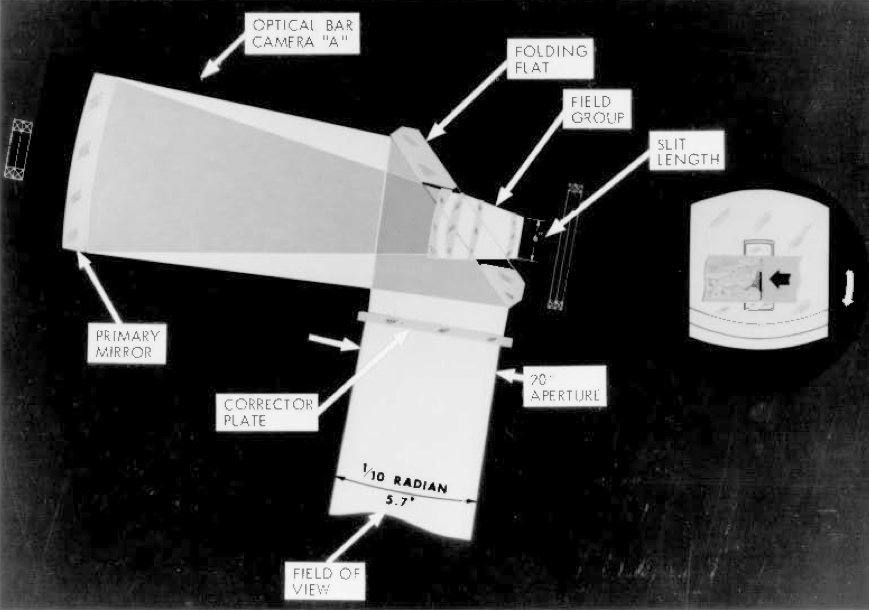
メインカメラに入射する光の経路

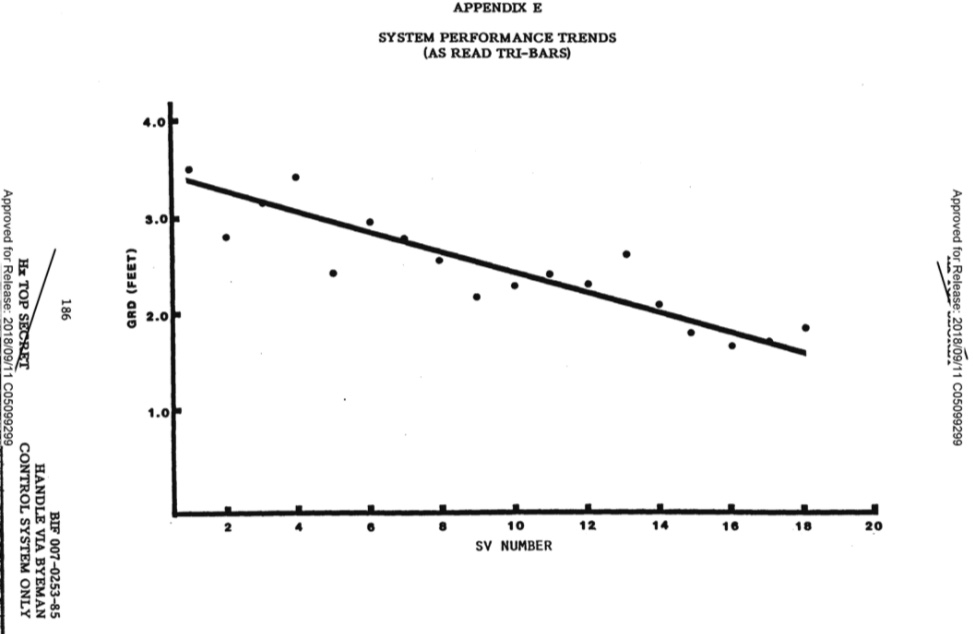
打ち上げ番号が1番から18番までの衛星に搭載されたメインカメラにより達成できた地上解像度

メインカメラシステムはステレオ画像を撮れるよう設計されていた。衛星の左舷側にある前下方視界カメラ、及び、衛星の右舷側にある後下方視界カメラの2台を使い、動物における立体視のようにして偵察用画像を取得していた。カメラの光学レイアウトは焦点距離60 in (1.5 m)でF3.0のライトシュミット式望遠鏡で構成されていた。各カメラにおいて衛星から俯瞰できる地上の光景は、シュミット補正板を通り抜けて、角度45°の平面鏡で跳ね返され、直径0.91 m (36 in)の凹面の主鏡に導かれる。主鏡は、平面鏡の中央にある開口部を通るように光を誘導し、光は4枚構成のレンズシステムに入射する。光は最終的に、レンズ群の直ぐ後ろにあるフィルム用プラテンで位置を固定された写真フィルムを感光させる。搭載されたカメラは、隣接する地域なら角度にして120°までの領域を走査することが可能であり、後期改良型において2 ft (0.61 m)以上の地上解像度を達成することができた。

## 地図製作用の地表画像撮影
ミッション1205から1216にかけての偵察任務では、衛星に「マッピングカメラ」（mapping camera ）を搭載していた。このカメラは9inフィルムを使用し、30 ft (9 m)と地図製作には丁度良い位の低解像度であった。後のミッションでは、解像度は20 ft (6 m)にまで向上している。この値はランドサットの解像度よりも多少良い位である。1973年から1980年にかけて、地図製作のために、このカメラは任務の特性上、本質的に地球全球を覆う範囲をくまなく撮影した。この衛星のカメラで撮影された画像は29,000枚に上り、これらの画像の撮影範囲は、3400km2になる。これらのほぼ全ての画像は、2002年、大統領令第12951号により機密解除された。この命令により、コロナ計画も機密指定を解かれ、また、撮影したフィルムのコピーはアメリカ地質調査所の地球資源観測システム局（Earth Resources Observation Systems office ：USGS/EROS）へと輸送、移管された。マッピングカメラでイスラエルの域内を撮影した画像、及び、KH-9の他のカメラ（例えばメインカメラ）で撮影した全画像は厚い機密のベールの向こうにおかれたままである。
KH-9は、KH-10 DORIANとコードネームが付けられた有人軌道実験室のバックアップ・プロジェクトでは絶対にない。これは、全く独立に、コロナの置き換えを意図して開発されたものであった。

## 超高層における大気密度
打ち上げ番号1205から1207にかけての偵察ミッションでは、ドップラー・ビーコンを搭載していた。このセンサーは、衛星の軌道暦の予測に与える影響を理解するための試みとして、高高度における大気密度の濃淡がどのように分布しているかを測定するために搭載されていた。大気密度の測定結果はNASAを通じて公表された。

## ELINT用の副衛星
打ち上げ番号1203、1207、1208、1209、及び、1212 から 1219 にかけてのミッションでは、フェレットという電子諜報用のサブ衛星を伴って打ち上げられていた。これらのピギーバック衛星として打ち上げられた小型衛星は、より高高度を飛ぶ軌道に投入され、ソビエト連邦の防空網を構成するレーダーサイトをカタログに起こすこと、音声を通信傍受すること、ミサイルと衛星のテレメトリをテープに記録することを目的としていた。打ち上げ番号1210 から 1212までのミッションでも、他と同様に科学調査目的のサブ衛星も一緒に打ち上げられた。

## KH-9の打ち上げミッションの一覧
| 名称   | 世代 | ミッション番号 | 打ち上げ日時 | NSSDC ID  | 別名            | 打ち上げ機   | 軌道                         | 軌道減衰日時 |
| ------ | ---- | -------------- | ------------ | --------- | --------------- | ------------ | ---------------------------- | ------------ |
| KH9-1  | I    | 1201           | 1971 June 15 | 1971-056A | OPS 7809        | タイタンIIID | 184.0 km × 300.0 km, i=96.4° | 1971 Aug 06  |
| KH9-2  | I    | 1202           | 1972 Jan 20  | 1972-002A | OPS 1737        | タイタンIIID | 157.0 km × 331.0 km, i=97.0° | 1972 Feb 29  |
| KH9-3  | I    | 1203           | 1972 Jul 7   | 1972-052A | OPS 7293        | タイタンIIID | 174.0 km × 251.0 km, i=96.9° | 1972 Sep 13  |
| KH9-4  | I    | 1204           | 1972 Oct 10  | 1972-079A | OPS 8314        | タイタンIIID | 160.0 km × 281.0 km, i=96.5° | 1973 Jan 08  |
| KH9-5  | I    | 1205           | 1973 Mar 9   | 1973-014A | OPS 8410        | タイタンIIID | 152.0 km × 270.0 km, i=95.7° | 1973 May 19  |
| KH9-6  | I    | 1206           | 1973 Jul 13  | 1973-043A | OPS 8261        | タイタンIIID | 156.0 km × 269.0 km, i=96.2° | 1973 Oct 12  |
| KH9-7  | II   | 1207           | 1973 Nov 10  | 1973-088A | OPS 6630        | タイタンIIID | 159.0 km × 275.0 km, i=96.9° | 1974 Mar 13  |
| KH9-8  | II   | 1208           | 1974 Apr 10  | 1974-020A | OPS 6245        | タイタンIIID | 153.0 km × 285.0 km, i=94.5° | 1974 Jul 28  |
| KH9-9  | II   | 1209           | 1974 Oct 29  | 1974-085A | OPS 7122        | タイタンIIID | 162.0 km × 271.0 km, i=96.7° | 1975 Mar 19  |
| KH9-10 | II   | 1210           | 1975 Jun 8   | 1975-051A | OPS 6381        | タイタンIIID | 157.0 km × 234.0 km, i=96.3° | 1975 Nov 05  |
| KH9-11 | II   | 1211           | 1975 Dec 4   | 1975-114A | OPS 4428        | タイタンIIID | 157.0 km × 234.0 km, i=96.7° | 1976 Apr 01  |
| KH9-12 | II   | 1212           | 1976 Jul 8   | 1976-065A | OPS 4699        | タイタンIIID | 159.0 km × 242.0 km, i=97.0° | 1976 Dec 13  |
| KH9-13 | III  | 1213           | 1977 Jun 27  | 1977-056A | OPS 4800        | タイタンIIID | 155.0 km × 239.0 km, i=97.0° | 1977 Dec 23  |
| KH9-14 | III  | 1214           | 1978 Mar 16  | 1979-029A | OPS 0460        | タイタンIIID | 172.0 km × 218.0 km, i=96.4° | 1978 Sep 11  |
| KH9-15 | III  | 1215           | 1979 Mar 16  | 1979-025A | OPS 3854        | タイタンIIID | 177.0 km × 256.0 km, i=96.3° | 1979 Sep 22  |
| KH9-16 | III  | 1216           | 1980 Jun 18  | 1980-052A | OPS 3123        | タイタンIIID | 169.0 km × 265.0 km, i=96.5° | 1981 Mar 06  |
| KH9-17 | III  | 1217           | 1982 May 11  | 1982-041A | OPS 5642        | タイタンIIID | 177.0 km × 262.0 km, i=96.4° | 1982 Dec 05  |
| KH9-18 | III  | 1218           | 1983 Jun 20  | 1983-060A | OPS 0721        | タイタン 34D | 163.0 km × 224.0 km, i=96.4° | 1984 Mar 21  |
| KH9-19 | IV   | 1219           | 1984 Jun 25  | 1984-065A | USA 2           | タイタン34D  | 170.0 km × 230.0 km, i=96.5° | 1984 Oct 18  |
| KH9-20 | IV   | 1220           | 1986 Apr 18  | 1986-F03  | (打ち上げ失敗） | タイタン34D  | —                            | —            |

(NSSDC ID Numbers: See COSPAR)

## コスト
KH-9計画の総数20回を数えた打ち上げに掛かった総経費は、1966年度から1986年度にかけての予算請求によると、年度ごとに32億6200万USドルの費用が掛かっていた。

## 仕様諸元
データの出典： The Encyclopedia of US Spacecraft and NSSDC
- 打ち上げ用ロケット： タイタンIIID/同34D
- 総重量： 11,400 kg (25,100 lb)、マッピングカメラ込みで13,300 kg (29,300 lb)
- 再突入時の重量： 5,330 kg (11,750 lb)[64]
- 最大直径（衛星本体）： 3.05 m (120 in)[64]
- 長さ（マッピングカメラ込み）： 16.21 m (638 in)[64]
- 軌道要素： 楕円軌道、近地点高度 100マイル　×　遠地点高度 150マイル
- ミッション用観測機器： television, radio, and high resolution camera

## ギャラリ

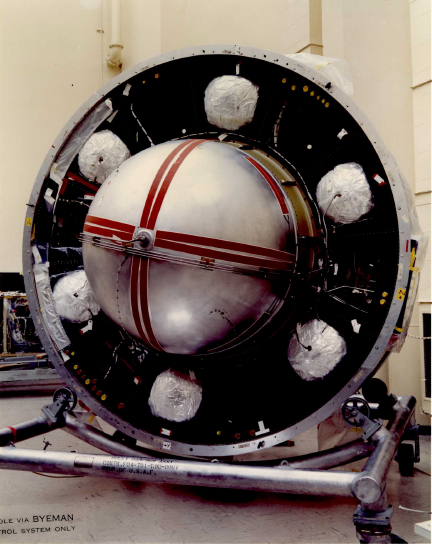
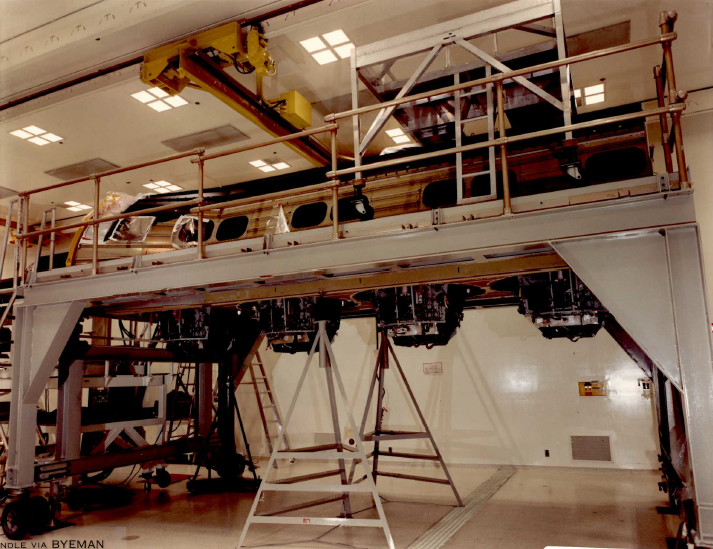
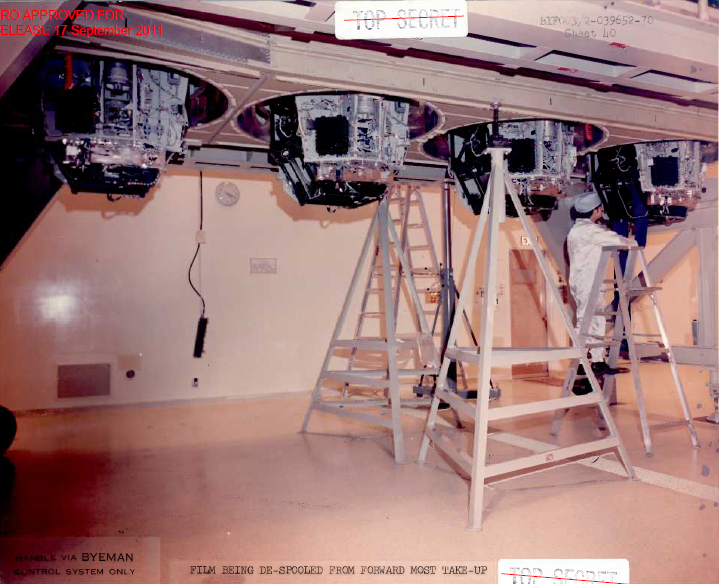
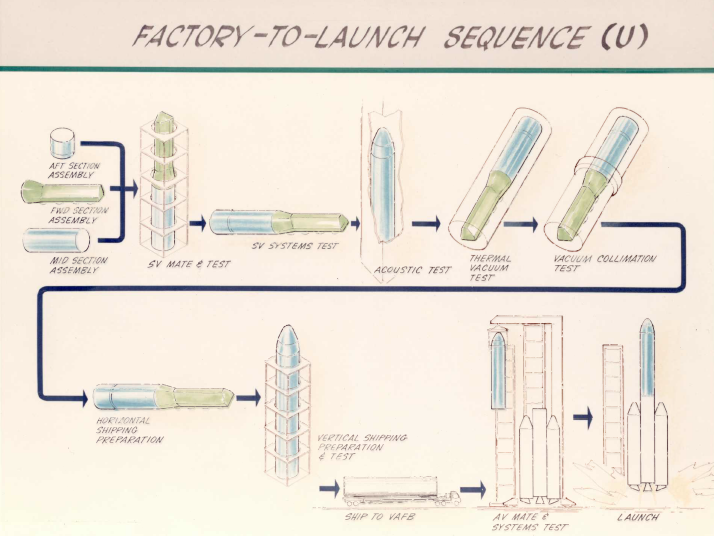
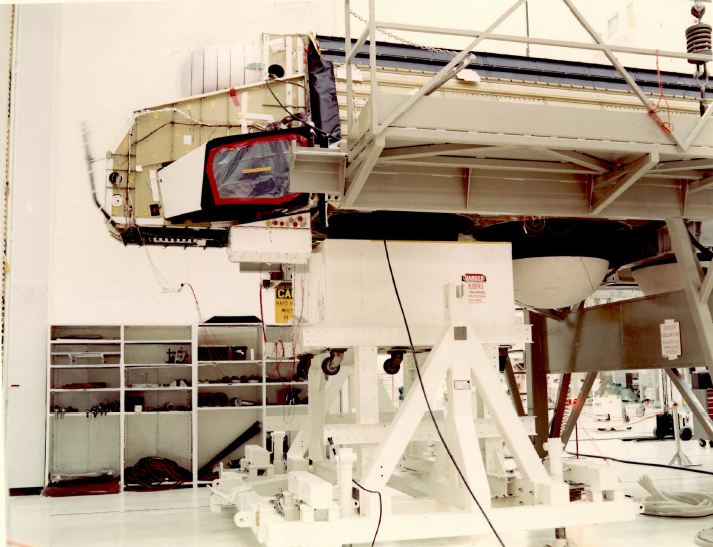
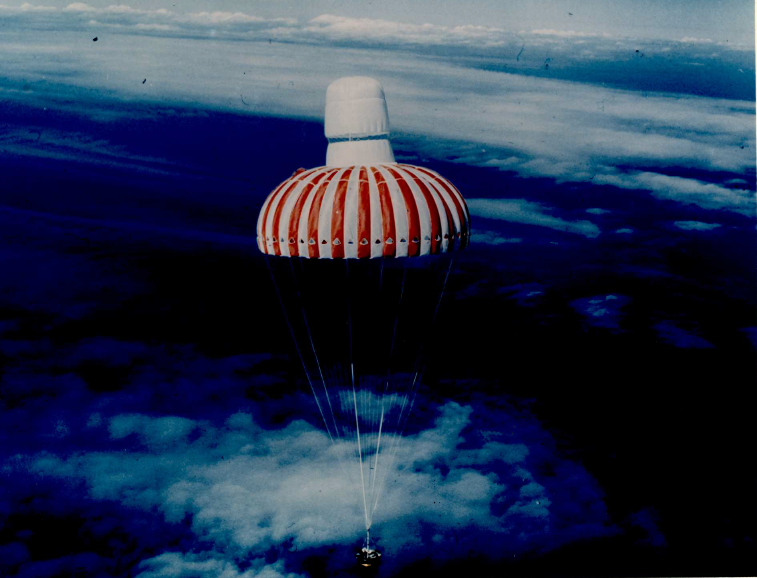
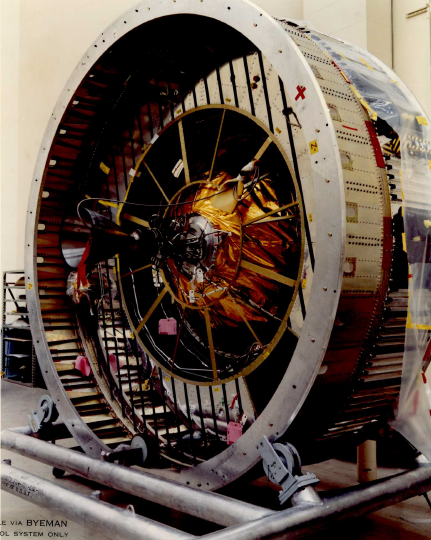
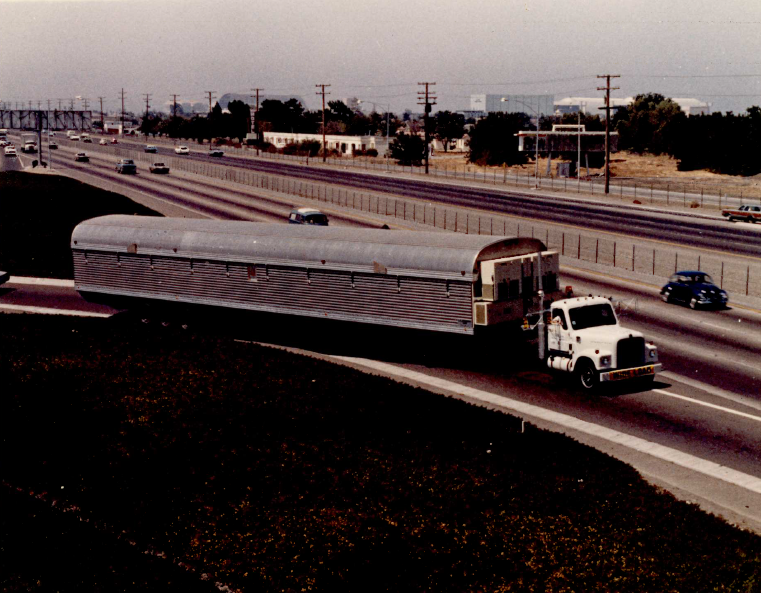
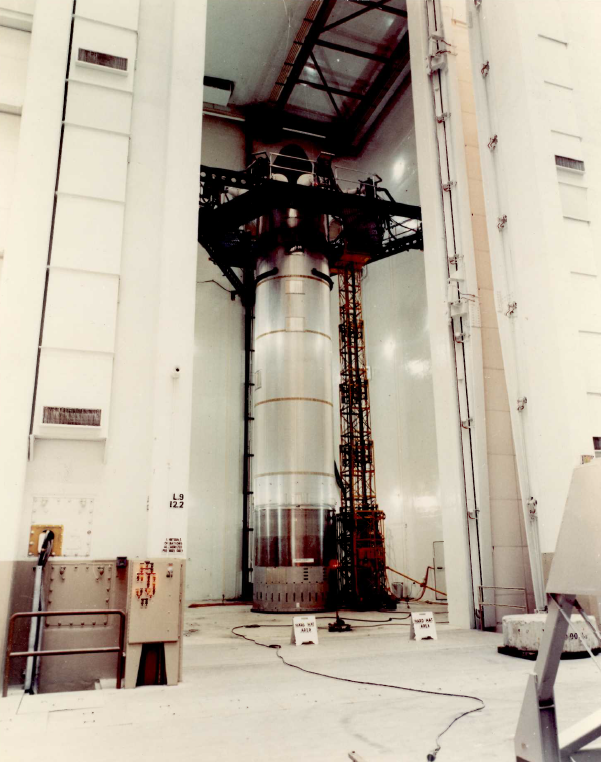
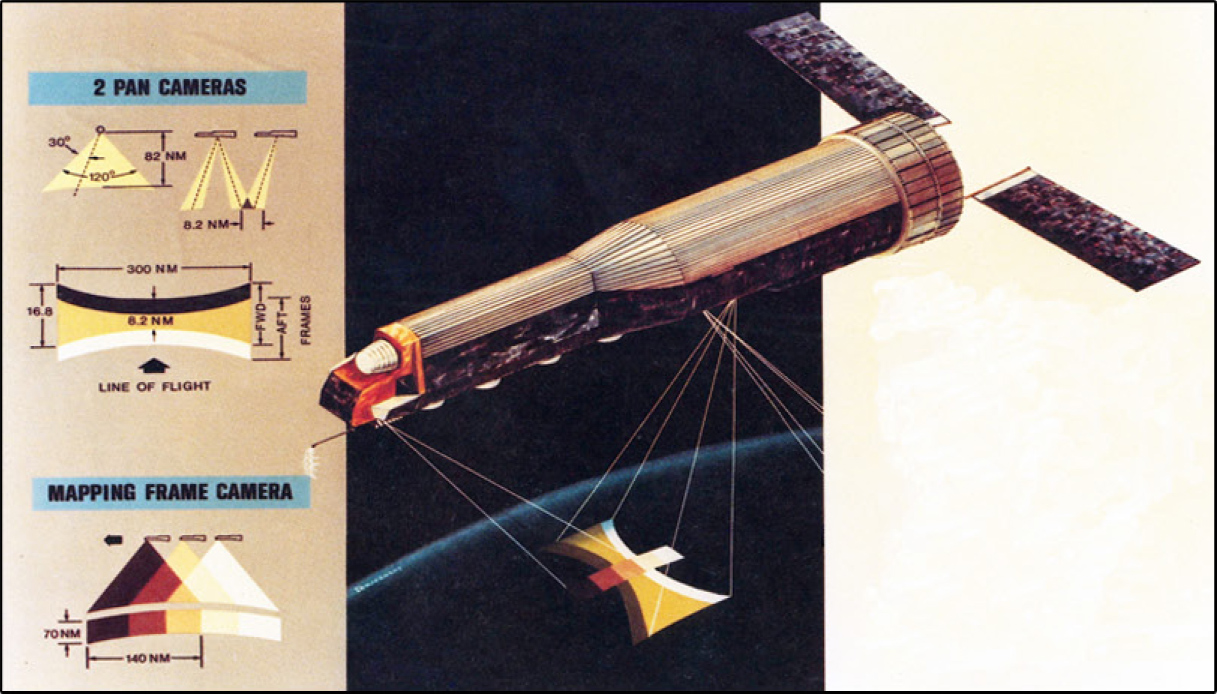
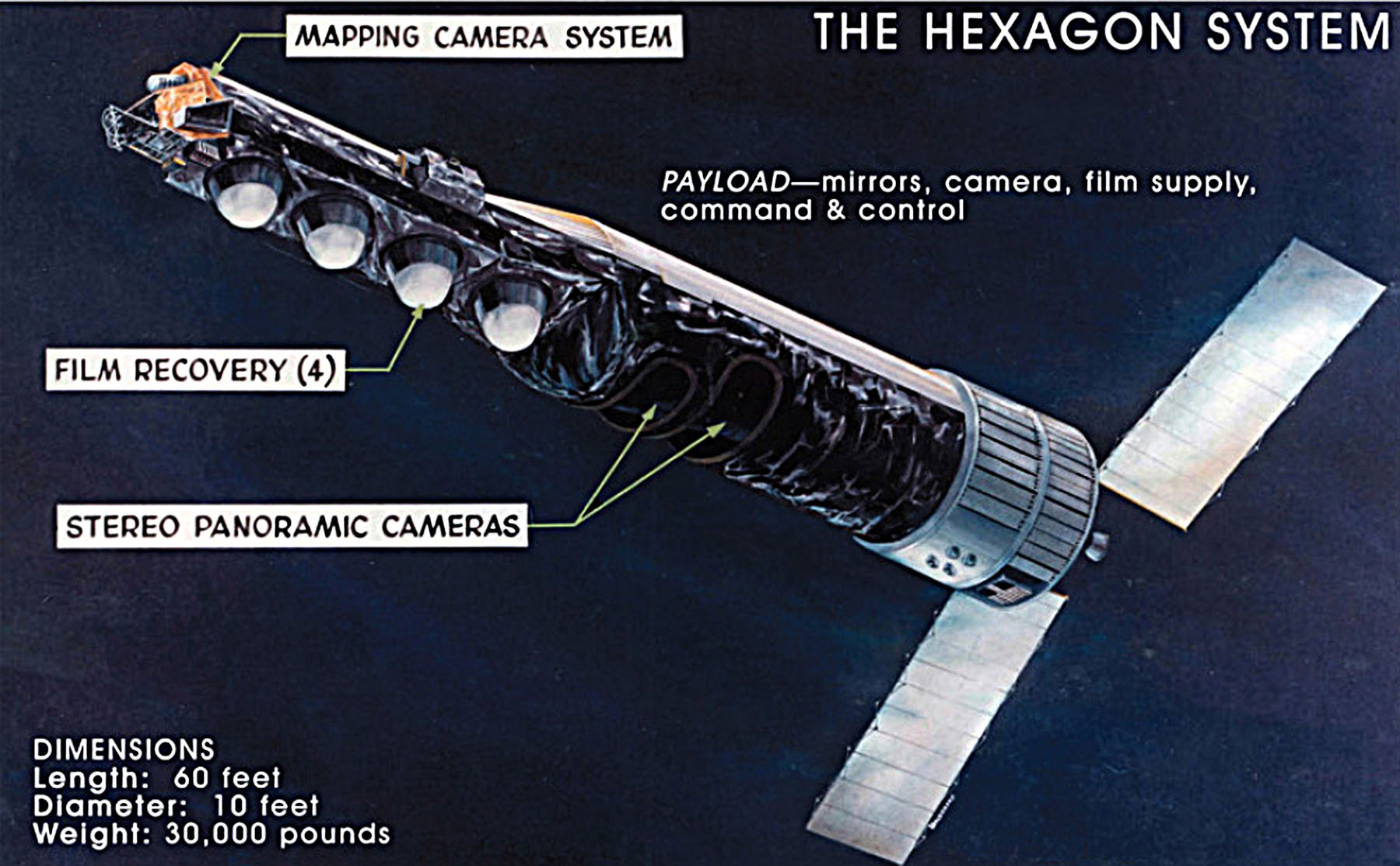
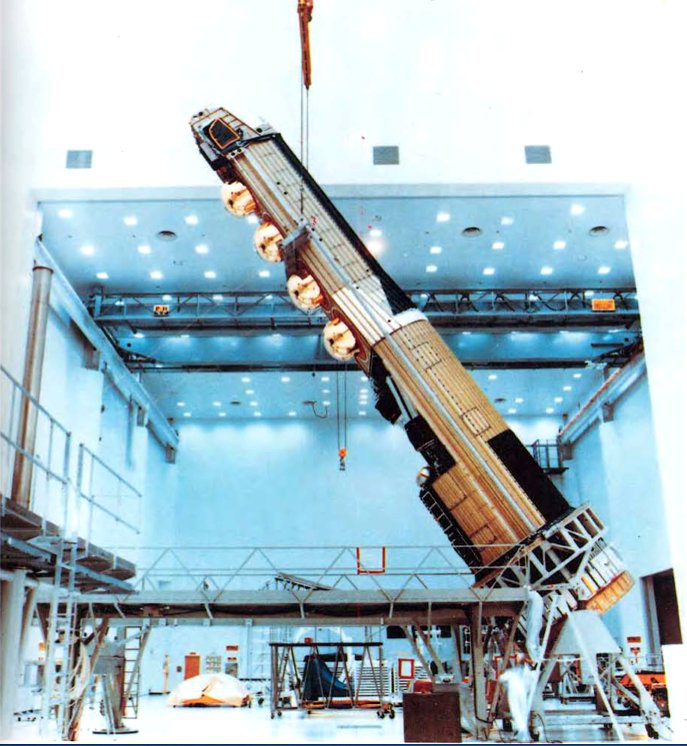
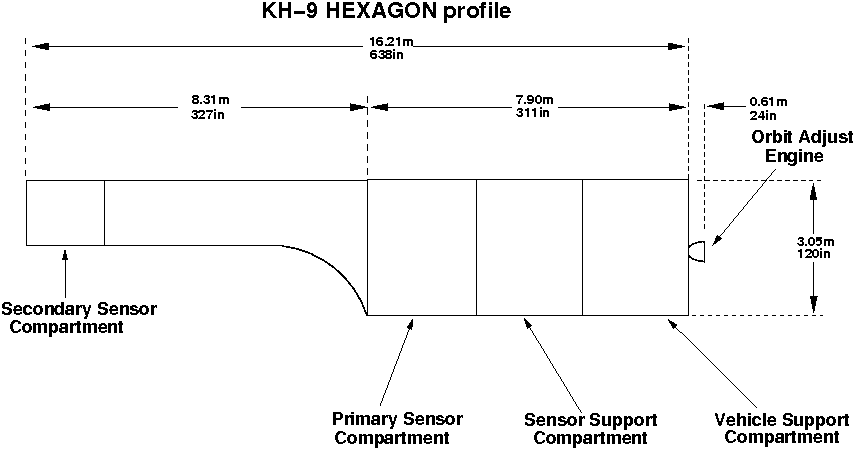